# 합집합

집합 A와 B의 합집합. A와 B를 각각 두 원으로 나타낼 때, 는 두 원을 합쳐 만든 큰 모양이다.

집합론에서 둘 또는 더 많은 집합의 합집합(合集合, 영어: union)은 그들의 모든 원소를 한 군데 합쳐놓은 집합이다. 즉, 그들 중 하나에라도 속하는 원소들을 모두 모은 집합이다.

## 두 집합의 합집합

A ∪ B

A ∪ B ∪ C

두 집합 A, B의 합집합 A ∪ B는, A에 속하거나 B에 속하는 원소들로 이루어진 집합이다. 즉
{\displaystyle A\cup B=\{x:x\in A\,\vee \,x\in B\}}
여기서 '∨'는 '또는'을 뜻한다. 다른 말로,
x가 A ∪ B에 속할 필요충분조건은 "x ∈ A 또는 x ∈ B"
다음은 두 집합의 합집합의 예이다.
- 두 집합 {ㄱ, ㄴ, ㄷ}, {ㄴ, ㄹ}의 합집합은 {ㄱ, ㄴ, ㄷ, ㄹ}이다.
- 소수의 집합 {2, 3, 5, 7, ...}과 합성수의 집합 {4, 6, 8, ...}의 합집합은, 1이 아닌 양의 정수의 집합 {2, 3, 4, 5, 6, 7, 8, ...}이다.

## 성질
포함배제의 원리에 따르면, 두 유한집합의 합집합과 두 집합의 원소 개수 사이에는 다음과 같은 관계가 있다.
{\displaystyle n(A\cup B)=n(A)+n(B)-n(A\cap B)}
합집합 연산의 대수적 성질은 집합대수 문서에 자세히 기술되어 있다.
합집합 연산은 공집합이라는 항등원을 가진다. 즉, A ∪ ∅ = A는 항상 성립한다.
합집합은 이항연산으로서 결합법칙과 교환법칙을 만족한다. 이를테면 (A ∪ B) ∪ (C ∪ D)와 (C ∪ (B ∪ D)) ∪ A는 같은 집합이며, 이들을 간단히 A ∪ B ∪ C ∪ D라 표기해도 혼동의 여지가 없다. 임의의 유한 개의 집합의 합집합은, 이들 중 적어도 하나에 속하는 원소들로 이루어진 집합이다. 예를 들어,
{\displaystyle A\cup B\cup C=\{x:x\in A\,\vee \,x\in B\,\vee \,x\in C\}}

## 가산 개의 집합의 합집합
무한히 많은 집합들이 다음과 같이 일렬로 나열 가능하다면,
{\displaystyle A,\ B,\ C,\ D,\ \ldots }
이들에게 자연수 번호를 다음과 같이 줄 수 있다.
{\displaystyle A_{1},\ A_{2},\ A_{3},\ A_{4},\ \ldots }
이때 이들 집합의 합집합은, 이들 중 적어도 하나에 속하는 대상들을 모아놓은 집합이며, 다음과 같이 표기할 수 있다.
{\displaystyle \bigcup _{i=1}^{\infty }A_{i}\;=\;\bigcup _{i\in \mathbb {N} }A_{i}\;=\;A_{1}\cup A_{2}\cup A_{3}\cup \cdots \;:=\;\{x:\exists i\in \mathbb {N} ,\ x\in A_{i}\}}

## 임의의 첨수족의 합집합
전체 자연수(1, 2, 3, ...)를 번호(첨수)로 주는 건 과분하거나(유한 개의 집합), 적당하거나(가산 개의 집합), 불충분(비가산 개의 집합)할 수 있다. 알맞은 첨수 i ∈ I를 부여받은 집합 Ai들의 합집합은, 적어도 한 집합의 원소인 대상들의 집합이며, 다음과 같이 표기할 수 있다.
{\displaystyle \bigcup _{i\in I}A_{i}\;:=\;\{x:\exists i\in I,\ x\in A_{i}\}}

## 임의의 합집합
소위 집합의 집합에게도 합집합 연산을 정의할 수 있다. 집합족 M의 합집합은 그에 속하는 집합들의 모든 원소를 한 군데 합쳐놓은 집합이다. 즉,
{\displaystyle \bigcup {\mathcal {M}}\;=\;\bigcup _{A\in {\mathcal {M}}}A\;:=\;\{x:\exists A\in {\mathcal {M}},\ x\in A\}}
이는 가장 일반적인 합집합이며, 앞서 서술한 모든 정의를 포괄한다. 예를 들어, A ∪ B는 집합족 {A, B}의 합집합, {\displaystyle \scriptstyle {\bigcup _{i\in I}A_{i}}}는 첨수족 Ai : i ∈ I}의 합집합이다.
공리적 집합론에서는, 임의의 집합족 M의 합집합의 집합으로서의 존재성을 합집합 공리가 보장한다.